# Epipsilia coralita
Epipsilia coralita är en fjärilsart som beskrevs av Hospital 1948. Epipsilia coralita ingår i släktet Epipsilia och familjen nattflyn. Inga underarter finns listade i Catalogue of Life.